# Asgardia
Asgardia, oficialmente conocido como el Reino Espacial de Asgardia, es una propuesta de micronación del espacio exterior que esté libre del control de las naciones existentes y ser reconocida como estado nación. Igor Ashurbeyli, fundador del Centro Internacional de Investigación Aeroespacial, anunció dicha propuesta el 12 de octubre de 2016.

## Historia
Anunciado el 12 de octubre de 2016, el objetivo final del proyecto es crear una nueva nación desde la que el acceso al espacio exterior esté libre de todo control de las naciones existentes. El marco actual del derecho espacial, el Tratado sobre el espacio ultraterrestre, exige que los gobiernos autoricen y supervisen todas las actividades espaciales, incluidas las actividades de entidades no gubernamentales, como organizaciones comerciales y sin fines de lucro; al intentar crear una nación, los que están tras el proyecto de Asgardia esperan evitar las tan estrictas restricciones que existen en el sistema actual. "Asgardia" fue elegido como referencia a uno de los nueve mundos de la mitología nórdica; el mundo que estaba habitado por los dioses.
Se invitó al público mundial a registrarse para obtener la ciudadanía, con la intención y el objetivo de que Asgardia se postule a las Naciones Unidas para ser reconocida como estado nación. En menos de 2 días, lo solicitaron más de 100.000 personas; tres semanas después se alcanzó el número de 500.000. Una vez que se incluyeron algunos requisitos para poder registrarse el número de solicitudes fue bajando, existiendo en junio de 2017 aproximadamente 210.000. No hay ninguna intención de llevar a nadie al espacio. Asgardia tiene la intención de solicitar pertenecer a la ONU en el año 2018.
Respaldado por una serie de expertos espaciales internacionales, el proyecto lo inició el científico y empresario ruso, Igor Ashurbeyli, fundador del Centro de Investigación Aeroespacial Internacional (Aerospace International Research Center, AIRC). Como parte del proceso de solicitud, los miembros debían nombrarlo "Jefe de Nación"; Ashurbeyli confía tener un sistema democrático durante 2017. El nombre oficial de Asgardia es "Reino Espacial de Asgardia".

### Actividad espacial

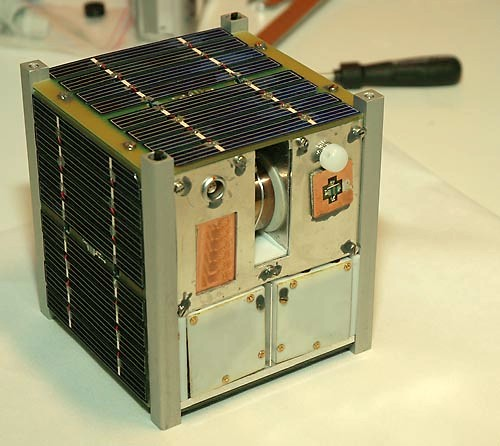
Un CubeSat. Con un tamaño de 10x10x10 cm, tiene la mitad del tamaño de Asgardia-1

Asgardia tiene como objetivo poner una serie de satélites en órbita. El primero fue lanzado con éxito por la empresa Orbital ATK el 12 de noviembre de 2017 como parte de una misión de reabastecimiento de la Estación Espacial Internacional. Era un CubeSat de 10x10x20 cm con un peso de 2.8 kg, fabricado y desplegado en órbita por la empresa aeroespacial NanoRacks, y denominado Asgardia-1. El nanosatélite es un satélite de almacenamiento de datos precargado con elementos como fotos familiares de aproximadamente 18.000 miembros del total del 1.500.000, así como algunas representaciones de la bandera en formato digital y su escudo de armas y también un ejemplar de la Constitución de la nación, en el satélite se podrá ir cargando con más información que también se podrá descargar utilizando la red satelital Globalstar. Fue enviado al espacio y desplegado por compañías estadounidenses en una misión financiada por la NASA, esto significa que el satélite está bajo la jurisdicción de los Estados Unidos. La intención de Asgardia es que las operaciones de este tipo sean llevadas a cabo por un país que no haya firmado el Tratado del Espacio Exterior (OST), quizás algún estado africano como Etiopía o Kenia, con la esperanza de eludir la restricción de la OST a los estados-nación que reclaman territorio en el espacio ultraterrestre. Se espera que el satélite consuma su vida útil de 5 años antes de que su órbita se descomponga y se desintegre con la reentrada.
El conocido multimillonario ruso, Ashurbeyli dijo que actualmente es el único responsable de financiar Asgardia, y que los afiliados como miembros no financiarán el primer lanzamiento del satélite planificado. Aunque el presupuesto no se ha hecho público, NanoRacks comenta que proyectos similares pueden suponer un gasto de alrededor de 700.000 dólares. El proyecto pretende hacer uso de micromecenazgo para financiarse a sí mismo. Sa'id Mosteshar, del Instituto de Política Espacial y Derecho de Londres, concluye con que Asgardia carece de un plan comercial creíble. Se ha incorporado una empresa, Asgardia AG, pudiendo los miembros comprar acciones en ella.
Eventualmente, Asgardia espera convertirse en una colonia en órbita. Tendría un alto precio: comparándola con la Estación Espacial Internacional que costó 100 mil millones de dólares para construirla, los vuelos cuestan más de 40 millones de dólares el lanzamiento. Asgardia se ha comparado con el controvertido proyecto Mars One, cuyo objetivo es establecer una colonia permanente en Marte. Los organizadores de Asgardia están convencidos de que establecer una pequeña nación en órbita será mucho más fácil que colonizar el planeta Marte. También existen otros objetivos prioritarios para el futuro como proteger al planeta Tierra de asteroides y eyecciones de masa coronal, y establecer una base lunar.

### Organización de la nación espacial. Bandera, insignias e himno nacional
Entre sus requisitos posee como nación los siguientes elementos:
- Criptomoneda llamada Solar, registrada en la Oficina de Propiedad Intelectual de la Unión Europea.
- Representaciones de la bandera.
- Escudo de armas.
- Constitución de la nación espacial.

Para la constitución reglamentaria de la nación espacial tienen que darse una serie de circunstancias, en primer lugar se deben celebrar elecciones parlamentarias, donde pueden votar y presentarse la totalidad de los 114.500 asgardianos inscritos pertenecientes a más de 200 países de todo el mundo, la inscripción es tan fácil como acceder a la web y cumplir las condiciones.

## Estatus legal

### Histórico
Ya se intentó en una ocasión establecer una nación independiente en el espacio. La Nación del Espacio Celestial, también conocida como Celestia, proyecto iniciado en 1949 por James Mangan reclamando todo el espacio. Prohibió pruebas nucleares atmosféricas y realizó protestas contra las principales potencias al ser intrusos en su territorio, pero fue ignorado tanto por las potencias como por la ONU. Sin embargo, los medios modernos ponen a Asgardia en una mejor postura con capacidad para organizar y financiar, teniendo un satélite que le dará una presencia física en el espacio.

### Reconocimiento y reivindicaciones territoriales
Ram Jakhu, director del Instituto de Derecho Aeronáutico y Espacial de la Universidad McGill, y experto legal de Asgardia, cree que Asgardia cumpliría tres de los cuatro elementos que la ONU requiere al considerar si una entidad es un estado: ciudadanos; gobierno; y territorio, teniendo una nave espacial. En esa situación, Jakhu considera que cumplir el cuarto elemento, lograr el reconocimiento de los Estados miembros de la ONU, será posible, y Asgardia podrá entonces solicitar pertenecer a la ONU. El Consejo de Seguridad de las Naciones Unidas así como dos tercios de los miembros de la Asamblea General tendría que aprobar la solicitud.
El derecho internacional existente prohíbe reivindicaciones de soberanía nacional de cuerpos celestes en el espacio, sin embargo, el Artículo VIII del Tratado del Espacio Exterior señala que el Estado que lance un objeto al espacio retiene jurisdicción y control sobre ese objeto. Según Sa'id Mosteshar, del Instituto de Política Espacial y Derecho de Londres: "El Tratado del Espacio Exterior... aceptado por todos dice muy claramente que ningún Estado puede apropiarse de ninguna parte del espacio exterior". Sin un territorio autónomo en el espacio donde los ciudadanos estén presentes, Mosteshar sugirió la posibilidad de que cualquier país reconozca Asgardia era casi nula.
Joanne Gabrynowicz, experta en derecho espacial y profesora de la Facultad de Derecho del Instituto de Tecnología de Beijing, cree que Asgardia tendrá problemas para obtener el reconocimiento como nación. Dice que hay una "cantidad de entidades en la Tierra cuyo estado como nación independiente ha sido motivo de disputa durante mucho tiempo. Es razonable esperar que el estado de un objeto despoblado que no está en la Tierra sea disputado".
Christopher Newman, experto en derecho espacial en la Universidad de Sunderland del Reino Unido, destaca que Asgardia está tratando de lograr una "revisión completa del marco actual de la ley espacial", anticipando que el proyecto enfrentará obstáculos significativos para lograr el reconocimiento y tratar con problemas de responsabilidad. El Tratado sobre el espacio ultraterrestre exige que el país que envía una misión al espacio sea responsable de la misión, incluido cualquier daño que pueda causar.

### Seguridad de datos
Como Asgardia está involucrada en el almacenamiento de datos privados, podría haber problemas legales y éticos. Por el momento, como el satélite asgardiano está siendo desplegado en órbita por compañías estadounidenses, quedará bajo la jurisdicción de los EE. UU. y los datos almacenados en el satélite estarán sujetos a las leyes de privacidad de los EE. UU.